# Carini
Carini er en italiensk by (og kommune) i regionen Sicilien i Italien, med omkring 39.773(2023) indbyggere.  